# Andrey Nikolayevich Illarionov
Andrey Nikolayevich Illarionov (tiếng Nga: Андре́й Никола́евич Илларио́нов, sinh ngày 16 tháng 9 năm 1961) là một kinh tế gia Nga, trước đây là cố vấn kinh tế cho tổng thống Nga, Vladimir Putin. Ông hiện đang làm việc cho trung tâm cho thịnh vượng và tự do toàn cầu (Center for Global Liberty and Prosperity) tại viện Cato Institute ở Washington, DC.

## Tiểu sử
Illarionov sinh ngày 16 tháng 9 năm 1961, ở Sestroretsk, Saint Petersburg. Ông tốt nghiệp khoa kinh tế tại Leningrad State University (Saint Petersburg State University) 1983, và lấy bằng tiến sĩ kinh tế 1987.
Trong khoảng thời gian từ 1983 cho tới 1984, và từ 1988 tới 1990, Illarionov dạy về khoa quan hệ kinh tế quốc tế tại Leningrad State University. Từ 1990 tới 1992 ông nghiên cứu về kinh tế tại đại học quốc gia Saint Petersburg về kinh tế và tài chính. Từ 1992 ông trở thành cố vấn kinh tế cho phó bộ trưởng kinh tế và quyền thủ tướng Yegor Gaidar. 1993 tới 1994 Illarionov là trưởng nhóm nghiên cứu và hoạch định của chủ tịch hội đồng các bộ trưởng và chính phủ Nga, Viktor Chernomyrdin, sau đó ông trở thành phó giám đốc của trung tâm nghiên cứu xã hội và kinh tế Leontyev (Leontyev International Social and Economic Research Centre), và là trưởng nhóm Moskva. Ông đã thành lập viện nghiên cứu kinh tế (Institute for Economic Analysis) và là giám đốc từ 1994 tới 2000. Illarionov đã kêu gọi hạ giá đồng ruble trước cuộc khủng hoảng tài chính Nga vào tháng 8 năm 1998 để ngăn ngừa nó.
Vào ngày 12 tháng 4 năm 2000, Illarionov trở thành một cố vấn kinh tế cho phủ tổng thống Vladimir Putin và vào tháng 5 năm 2000 ông là đại diện cho tổng thống Nga tại G8. Ông đã đóng vai trò quan trọng trong việc ban hành thuế lợi tức 13% flat income tax tại Nga để trả nợ quốc tế, và việc đưa nước Nga trở thành thành viên chính thức của G8.
Vào ngày 3 tháng 1 năm 2005, Illarionov từ bỏ chức vụ đại diện cho tổng thống ở G8. Vào cuối năm 2005, Illarionov tuyên bố "Năm nay nước Nga đã trở thành một quốc gia khác hẳn. Nó không còn là một nước dân chủ nữa". Illarionov đã từ chức để phản đối hướng đi của chính phủ, nói là Nga không còn tự do về chính trị nữa, mà được cai trị bởi một nhóm chuyên chế. Ông cho rằng mình không còn khả năng để gây ảnh hưởng đến hướng đi của chính phủ, và Kremlin đã hạn chế quyền ông được bày tỏ quan điểm của mình. Illarionov đã thẳng thắn chỉ trích những chính sách kinh tế của Nga như vụ bê bối Yukos, việc gia tăng ảnh hưởng của thành viên chính quyền đối với những công ty lớn như Gazprom và Rosneft, và sau cùng việc tranh cãi Nga-Ukraina về khí đốt và chính sách nhiên liệu của Nga nói chung. Illarionov cũng ủng hộ việc tách rời Cộng hòa Chechnya Ichkeria ra khỏi nước Nga.